# Keith Warner
Keith Warner (Londra, 6 dicembre 1956) è un regista teatrale e direttore artistico inglese.

## Biografia
Dopo la laurea in teatro all'Università di Bristol ha lavorato come attore e nell'ambito della drammaterapia, prima di diventare regista per l'English National Opera nel 1981. Ha lavorato con l'ENO in veste di regista associato fino al 1989, curando la messa in scena di opere e musical al London Coliseum, con l'eccezione del 1985, durante cui lavorò come regista per la Scottish Opera. Dal 1992 al 1993 è stato direttore artistico della Opera Omaha, dove si è occupato soprattutto di portare in scena lavori nuovi, per poi lavorare come regista free-lance in produzioni di grande rilievo in tutta Europa. Nel 1999 ha diretto il Lohengrin per il Festival di Bayreuth - una regia poi riproposta nel 2005 - mentre nel 2006 diresse Káťa Kabanová al Theater an der Wien. Nel luglio del 2011 gli fu affidata la direzione artistica del Teatro reale danese, ma diede le dimissioni dopo sei mesi per problemi di budget. La stagione 2012-2013 della Royal Opera House fu inaugurata con il suo allestimento de L'Anello del Nibelungo. Nell'estate 2019 debutta al Cantiere Internazionale d'Arte di Montepulciano con la prima italiana del musical di Stephen Sondheim Passion.